# Ligustersvärmare
Ligustersvärmare, Sphinx ligustri, är en fjärilsart som beskrevs av Carl von Linné, 1758. Ligustersvärmare ingår i släktet Sphinx och familjen svärmare, Sphingidae. Den är en av de största nattfjärilarna i Sverige. Den förekommer från Atlasbergen i norra Afrika i söder till mellersta Sverige och Finland i norr, samt österut genom Ryssland och nordvästra Indien ända bort till norra Japan.

## Utvecklingsstadier

### Ägg
Äggen, som är matta, ljusgröna och ovala, läggs i klungor om upp till 200 ägg nära bladnerverna på undersidan av det blad som honan valt ut som värdväxt. De kläcks efter cirka två veckor. Arten är inte bunden till en enda värdväxt. 

### Larv
Larven, som lever på syren, liguster och uppe i kronan på ask, är ljusgrön med sju violetta snedstreck på sidorna. Dessa snedstreck har ofta en vit eller gul kant nedtill. Som de flesta svärmarlarver har ligustersvärmarens larv ett analhorn, det vill säga ett upprätt böjt utskott vid analpartiet. Hos ligustersvärmaren är detta svart på översidan samt på spetsen, medan undersidan är gul. Som fullvuxen kan larven vara upp till 110 millimeter lång. Det tar ungefär 5-6 veckor för larven att växa sig tillräckligt stor.

### Puppa
I likhet med många andra svärmare förpuppar sig ligustersvärmaren i marken, i en jordhåla som kläs invändigt med silkestrådar. Under jakten på ett lämpligt ställe kan larven återfinnas krypande på marken. Ligustersvärmaren övervintrar som en rödbrun puppa.

### Imago
Hanen har en vingbredd av 85-110 millimeter, och honan är något större, upp till 125 millimeter. Den känns lätt igen på bakvingarnas rosenröda färg med de tre svarta tvärbanden och den rosenröda bakkroppen med svarta tvärband. De ses i skymningen besöka blommande syren och vildkaprifol, där den suger nektar medan den står stilla i luften framför blomman.